# Saving Hope
Saving Hope ist eine kanadische Fernsehserie des Senders CTV. Im Mittelpunkt der Serie steht Charles Harris, der Chef der Chirurgie des Toronto’s Hope Zion Hospital, der auf dem Weg zu seiner Hochzeit mit der Ärztin Alex Reid einen Autounfall hat. Daraufhin fällt er ins Koma, allerdings bekommt sein Bewusstsein die Handlungen im Krankenhaus weiterhin mit. Die Serie feierte am 7. Juni 2012 sowohl auf CTV als auch auf NBC Premiere. NBC nahm die Serie jedoch nach Ausstrahlung der elften Folge aus seinem Programm, wohingegen CTV mittlerweile eine vierte Staffel der Serie ausstrahlt.
Die Ausstrahlung der fünften und finalen Staffel begann am 12. März 2017 auf CTV. Das Serienfinale wurde am 3. August 2017 ausgestrahlt.

## Handlung
Nach einem Autounfall auf dem Weg zu seiner Hochzeit mit Alex Reid landet Charles „Charlie“ Harris im Koma. Allerdings erlebt er die Geschehnisse im Krankenhaus weiterhin so, als ob er dabei sei, nur dass ihn keiner bemerkt. Seine Verlobte, ebenfalls Ärztin, und seine anderen Kollegen versuchen, sein Leben Tag für Tag zu retten. In der Zwischenzeit hat Dr. Dana Kinney seine Position als Chefarzt übernommen.

## Besetzung und Synchronisation
Die deutsche Synchronisation entstand unter der Dialogregie von Frank Turba durch die Synchronfirmen Deutsche Synchron und SDI Media Germany in Berlin. Im Juli 2025 wurden nach mehreren Jahren Pause die 4. und 5. Staffel auf Deutsch veröffentlicht. Hierfür zeichnen die GLS Studios in München verantwortlich. Die Dialogregie übernahm Christopher Groß.

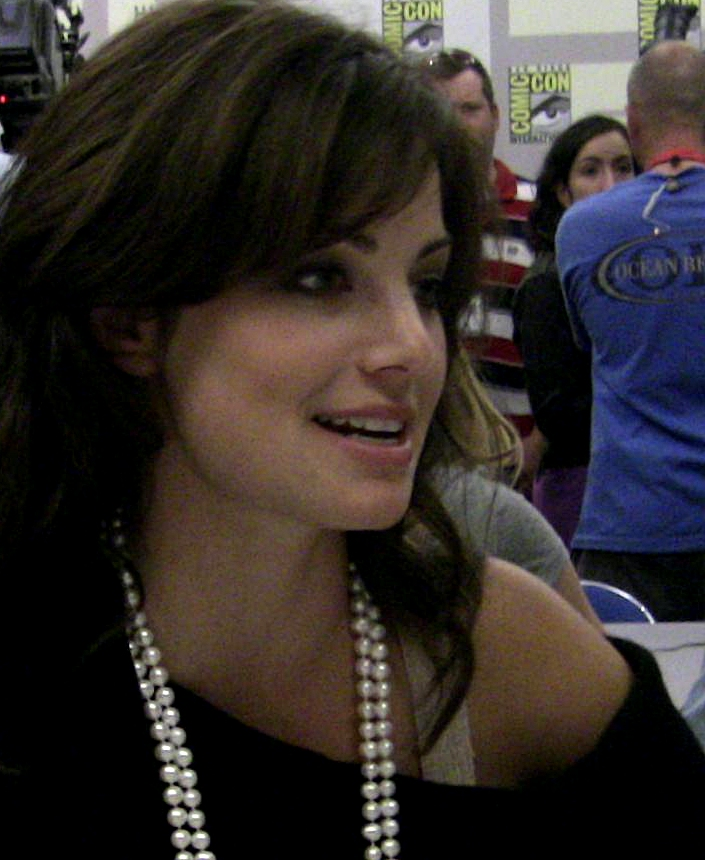
Erica Durance
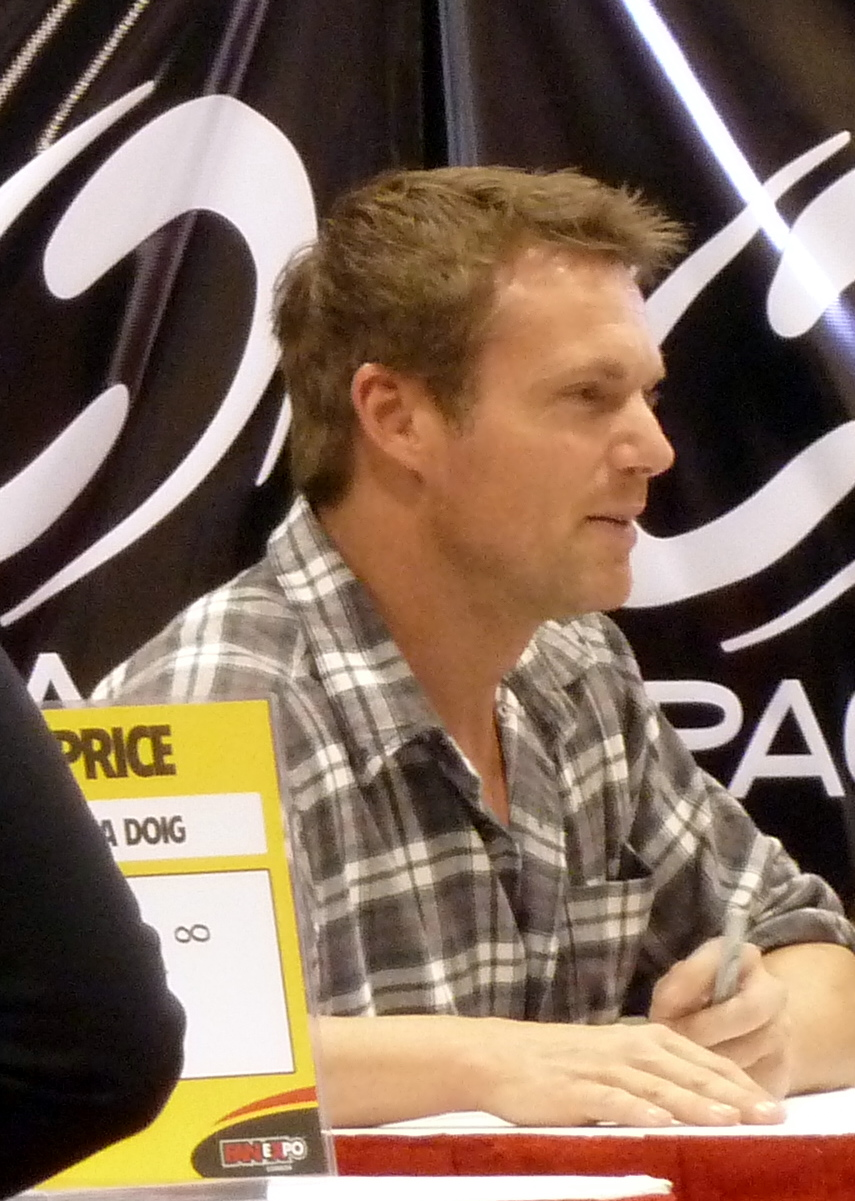
Michael Shanks
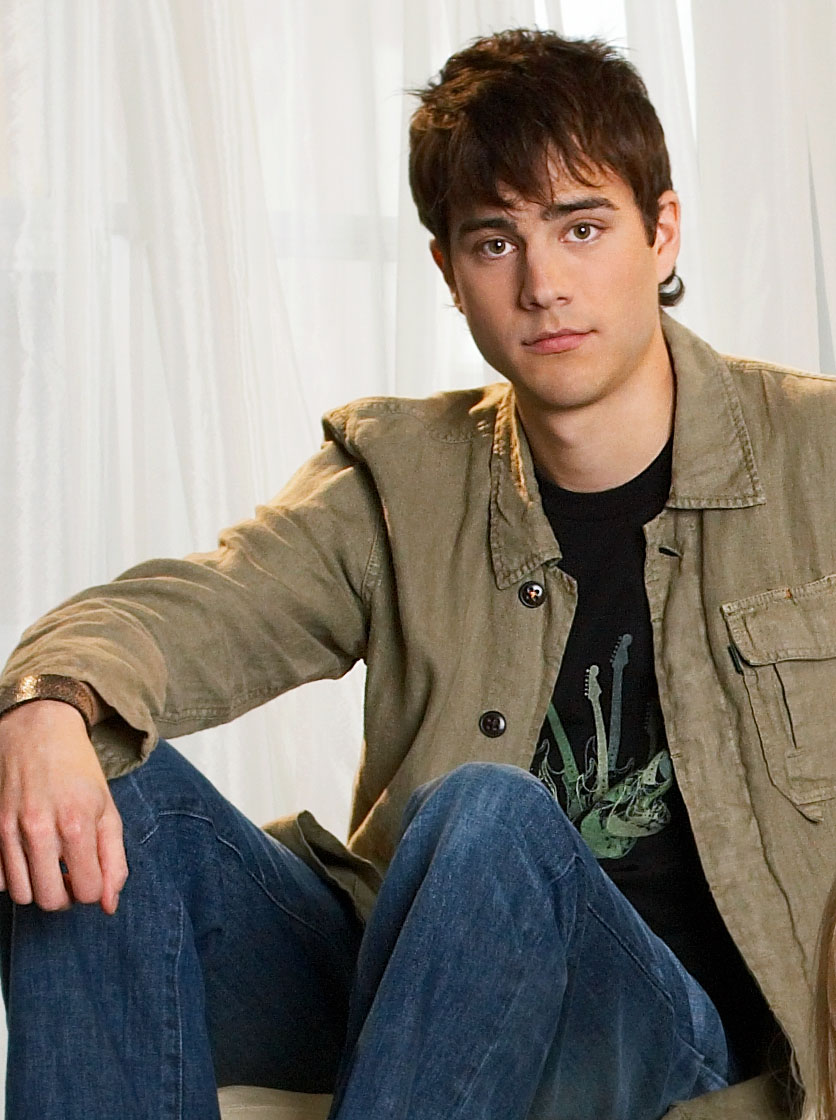
Kristopher Turner
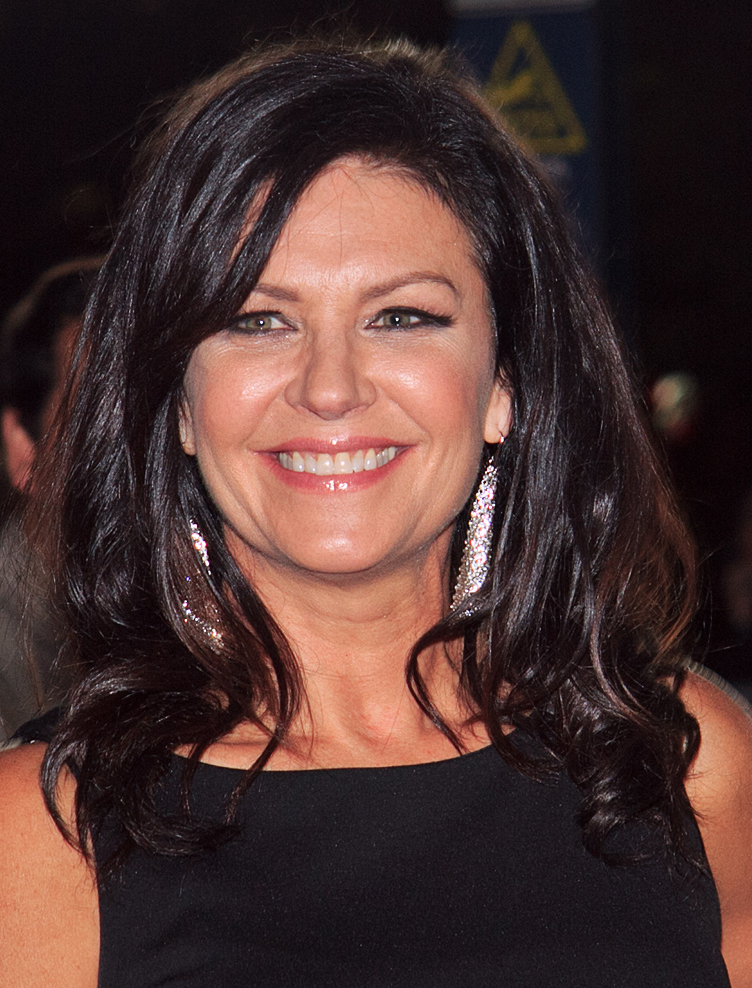
Wendy Crewson
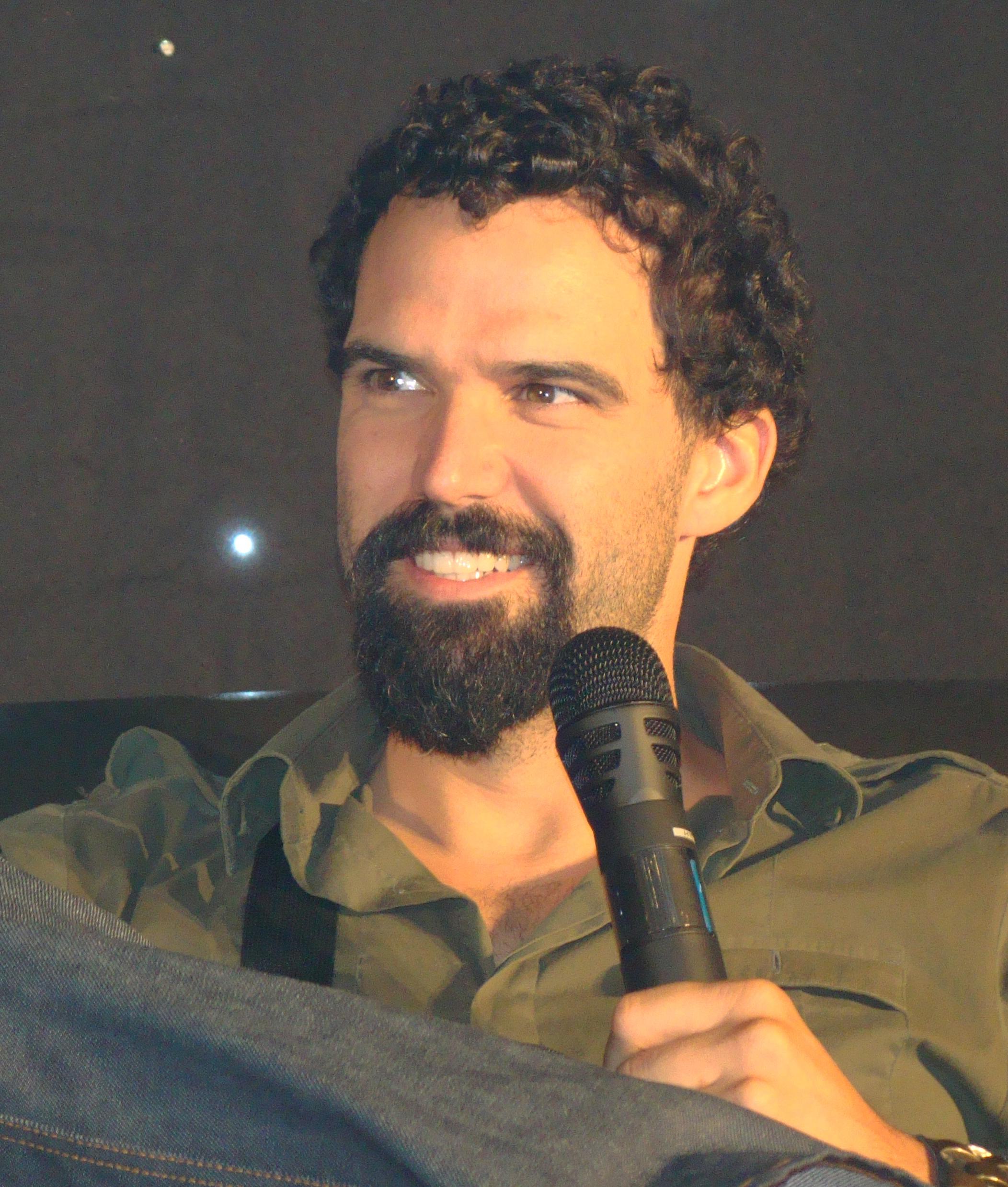
Benjamin Ayres

### Besetzung
| Rollenname                   | Schauspieler      | Hauptrolle | Nebenrolle                   | Synchronsprecher                  |
| ---------------------------- | ----------------- | ---------- | ---------------------------- | --------------------------------- |
| Dr. Alex Reid                | Erica Durance     | 1.01–5.18  |                              | Schaukje Könning                  |
| Dr. Charles „Charlie“ Harris | Michael Shanks    | 1.01–5.18  |                              | Markus Pfeiffer                   |
| Dr. Joel Goran †             | Daniel Gillies    | 1.01–3.18  |                              | Felix Spieß                       |
| Dr. Shahir Hamza             | Huse Madhavji     | 1.01–5.18  |                              | Stefan Krause                     |
| Dr. Maggie Lin               | Julia Taylor-Ross | 1.01–5.18  |                              | Giuliana Jakobeit                 |
| Dr. Gavin Murphy             | Kristopher Turner | 1.01–2.18  | 3.01–3.04                    | David Turba                       |
| Dr. Zachary „Zach“ Miller    | Benjamin Ayres    | 1.01–5.18  |                              | Peter Lontzek / Christopher Arndt |
| Dr. Tom Reycraft             | K. C. Collins     | 1.01–2.18  | 3.01–3.07                    | Matthias Deutelmoser              |
| Dr. Dana Kinney              | Wendy Crewson     | 1.02–1.13  | 2.01–5.17                    | Liane Rudolph                     |
| Dr. Melanda Tolliver         | Glenda Braganza   | 1.01–3.17  |                              | Esra Vural                        |
| Victor Reis                  | Salvatore Antonio | 1.01–2.18  |                              | Karlo Hackenberger                |
| Dr. Dawn Bell                | Michelle Nolden   | 2.01–5.18  | 1.07–1.13                    | Katrin Zimmermann                 |
| Jackson Wade                 | Joseph Pierre     | 2.01–5.18  | 1.01–1.13                    | Gerrit Hamann / Christian Wolf    |
| Dr. Sydney Katz              | Stacey Farber     | 3.01–3.18  | 4.10, 4.12, 5.10, 5.12       | Marieke Oeffinger                 |
| Sonja Sullivan               | Erin Karpluk      |            | 2.01, 2.04, 2.06, 2.09, 2.13 | Susanne Geier                     |
| Luke Reid †                  | Tyler Hynes       |            | 2.01–2.11, 3.01              |                                   |

## Produktion
Die Pilotfolge zur Serie, welche CTV im November 2010 bestellt hatte,  schrieben Malcolm MacRury und Morwyn Brebner. Im Juni 2011 wurden Erica Durance und Michael Shanks für zwei Hauptrollen verpflichtet.
Später gingen die Autoren nach Los Angeles, um einen Partner unter den vier größten amerikanischen Fernsehsendern zu finden. Letzten Endes fanden sie ihn im Sender NBC. Anfang März 2013 bestellten die Sender eine 13 Folgen umfassende erste Staffel der Serie.
Beginn der Ausstrahlung der ersten Staffel war bei beiden Sendern am 7. Juni 2012. Während die Serie in den USA nur geringe Einschaltquoten erzielte und nach der elften Episode aus dem Programm des Senders genommen wurde, überzeugten die Quoten in Kanada, sodass CTV im Juli 2012 ohne NBC eine zweite Staffel der Serie bestellte. Im November wurde die Episodenanzahl der Staffel von 13 auf 18 erhöht. Rund ein Jahr später, im November 2013, bestellte CTV eine dritte Staffel der Serie mit weiteren 18 Episoden. Im November 2014 verlängerte der Sender die Serie um eine vierte Staffel. Eine fünfte Staffel wurde im Dezember 2015 bestellt. Im Oktober 2016 wurde bekannt, dass die Serie mit der fünften Staffel beendet wird.
Im Finale der dritten Staffel verließ Daniel Gillies die Serie auf eigenen Wunsch, da er sich durch die Doppelbelastung durch Saving Hope und The Originals zu sehr belastet fühlte. Außerdem wollte er wegen seiner Familie nicht mehr zwischen Kanada und den USA hin und her pendeln müssen.

## Ausstrahlung
Kanada
Die Premiere der ersten Staffel fand am 7. Juni 2012 auf CTV statt und endete am 13. September 2012. Die erste Hälfte der zweiten Staffel der Serie wurde zwischen dem 25. Juni und dem 20. August 2013 ausgestrahlt. Die zweite Hälfte wurde vom 2. Januar bis zum 27. Februar 2014 gesendet. Vom 22. September 2014 bis zum 18. Februar 2015 wurde die dritte Staffel ausgestrahlt. Die vierte Staffel wurde vom 24. September 2015 bis zum 14. Februar 2016 gesendet. Am 12. März 2017 begann die Ausstrahlung der fünften und finalen Staffel.
Vereinigte Staaten
Die Ausstrahlung der ersten Staffel der Serie begann am 7. Juni 2012 auf dem Sender NBC. Dieser nahm die Serie jedoch verfrüht am 30. August 2012 nach der elften Folge aus seinem Programm. Im September 2014 erwarb Ion Television die Rechte an der Serie. Die Ausstrahlung begann daraufhin am 13. Oktober 2015.
Deutschland
In Deutschland wird die Serie vom Pay-TV-Sender Passion ausgestrahlt. Der Sender sendet die erste Staffel der Serie seit dem 30. September 2013. Seit dem 7. Januar 2014 strahlt auch der Fernsehsender Sixx die erste Staffel aus. Die zweite Staffel der Serie ist seit dem 2. Juni 2014 auf Passion zu sehen, sowie seit dem 6. Januar 2015 auch auf sixx. Die dritte Staffel wurde erstmals vom 4. Juli bis zum 3. Oktober 2016 auf sixx ausgestrahlt.

## Rezeption
Die Serie erhielt bei Metacritic einen Metascore von 49/100 basierend auf 16 Rezensionen.